# 阳明精舍
阳明精舍，为一书院式机构，儒学学者蔣慶所筑。阳明精舍号称“最复古的现代书院”。
蔣慶原为法学学者，曾任教于多所院校。2001年，蔣慶退休，深受明朝大儒王阳明的启发，筑阳明精舍研究传播儒学，尤其是阳明学。
阳明精舍位于贵州省贵阳市修文县龙场镇。此处是1508年王阳明贬官谪龙场驿臣之处，也是著名的中国哲学史事件“龙场悟道”发端之处。阳明精舍约有200亩，依山傍水，共有5个院落，蔣慶自任山长。